# Villa Romana (Florenz)
Die Villa Romana (Römisches Haus) ist eine Villa in Florenz, um deren Erwerb sich der deutsche Künstlerbund bemüht hatte, um sie als Künstlerhaus nutzen zu können. Max Klinger und Georg Hirzel waren die ersten Käufer.
Sie ließen die Räumlichkeiten für Aufenthalte von deutschen Künstlern umgestalten. Gleichzeitig wurde der Villa-Romana-Preis geschaffen, dessen Preisträger als Stipendiaten in der Villa untergebracht werden und der als ältester noch ausgelobter Kunstpreis Deutschlands gilt.

## Das Gebäude
Die Villa Romana weist eine spätklassizistische Architektur auf, die um 1860 datiert wird. Ihren Namen verdankt sie der damals gleichnamigen Straße („Straße nach Rom“) – heute Via Senese –, an der die Villa steht. Das Haus verfügt über vierzig Räume, verteilt auf zwei Etagen. Das gesamte Baugelände ist 13.000 m² groß und kann zu Erweiterungsbauten genutzt werden.

## Geschichte

### Gründung
Die Gründung der Villa Romana, das älteste im Ausland gelegene deutsche Künstlerhaus, geht auf das Jahr 1905 zurück. Einer der beiden Käufer, Bildhauer, Maler und Grafiker Max Klinger, war damals Vizepräsident des Deutschen Künstlerbundes. Er hegte seit mindestens 1889 den Wunsch, ein kollektives Haus für deutsche Künstler in Italien zu eröffnen. Er hielt sich damals erstmals in Florenz mit dem Künstlerfreund Karl Stauffer-Bern auf: In der Stadt, von der die Erneuerung der Kunst im 15. Jahrhundert ausgegangen war, wollte er einen festen Anlaufpunkt und eine Heimstatt auf Zeit für deutsche Künstler schaffen. Als 1903 der Deutsche Künstlerbund in Weimar gegründet wurde, regte Klinger als einer der Vizepräsidenten die Einrichtung des ersehnten Künstlerhauses in Florenz an: „Talentvollen Künstlern soll Gelegenheit gegeben werden, eine Zeit lang in Ruhe und schöner Umgebung zu arbeiten. Weder eine Schule für Unreife noch eine Versorgungsanstalt für Unbemittelte soll beschaffen werden.“ Zwei Jahre später wurde auf der Vorstandssitzung des Bundes am 12. Januar 1905 dieser Vorschlag abgesegnet und beschlossen, Klinger zusammen mit dem Leipziger Verlagsbuchhändler Georg Hirzel nach Florenz auf die Suche nach einem passenden Standort für das Haus zu schicken.

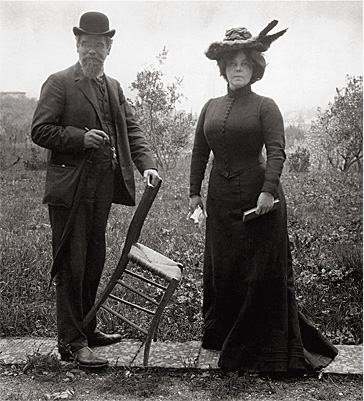
Max Klinger und Elsa Asanijeff im Garten der Villa Romana im April 1905. Villa Romana-Archiv, Florenz

Am 24. März 1905 brachen die beiden in Begleitung von Klingers Lebensgefährtin Elsa Asenijeff und anderen Freunden in die Stadt am Arno auf und erwarben im Verlauf weniger Wochen eine spätklassizistische Villa im Süden der Stadt, kurz entfernt vom Stadttor Porta Romana: Zu dem Anlass, am 4. April, telegrafierte Klinger an den Kunstsammler und Mäzen Harry Graf Kessler in London folgende Nachricht: „Heute Eigentümer Villa Romana Florenz geworden.“
Im Geist des Deutschen Künstlerbundes, der von progressiven Künstlern zur Verteidigung gegen den kaiserlichen Akademismus gegründet wurde, war die Villa Romana von Anfang an keine staatliche Institution, sondern hat sich immer als unabhängige Künstlerinitiative verstanden.
Trotz des Vorstandsbeschlusses, die Florentiner Villa nur anzumieten, wurde das Haus unmittelbar gekauft, was sich im Nachhinein als weitblickende Entscheidung erwies. Dem Ankauf der Villa folgte am 16. Dezember 1906 die Entstehung des Villa-Romana-Vereins als Trägerorgan (mit Max Klinger als 1. Vorsitzender), dessen Abkoppelung vom Deutschen Künstlerbund die Einwerbung von reichen Spenden schon in den ersten Jahren der Institution ermöglichte. Darüber hinaus konnten die Wiederbelebungen der Villa nach den Unterbrechungen bzw. Beschlagnahmungen während der Weltkriege nur deshalb zustande kommen, weil sie Eigentum des Villa-Romana-Vereins war.

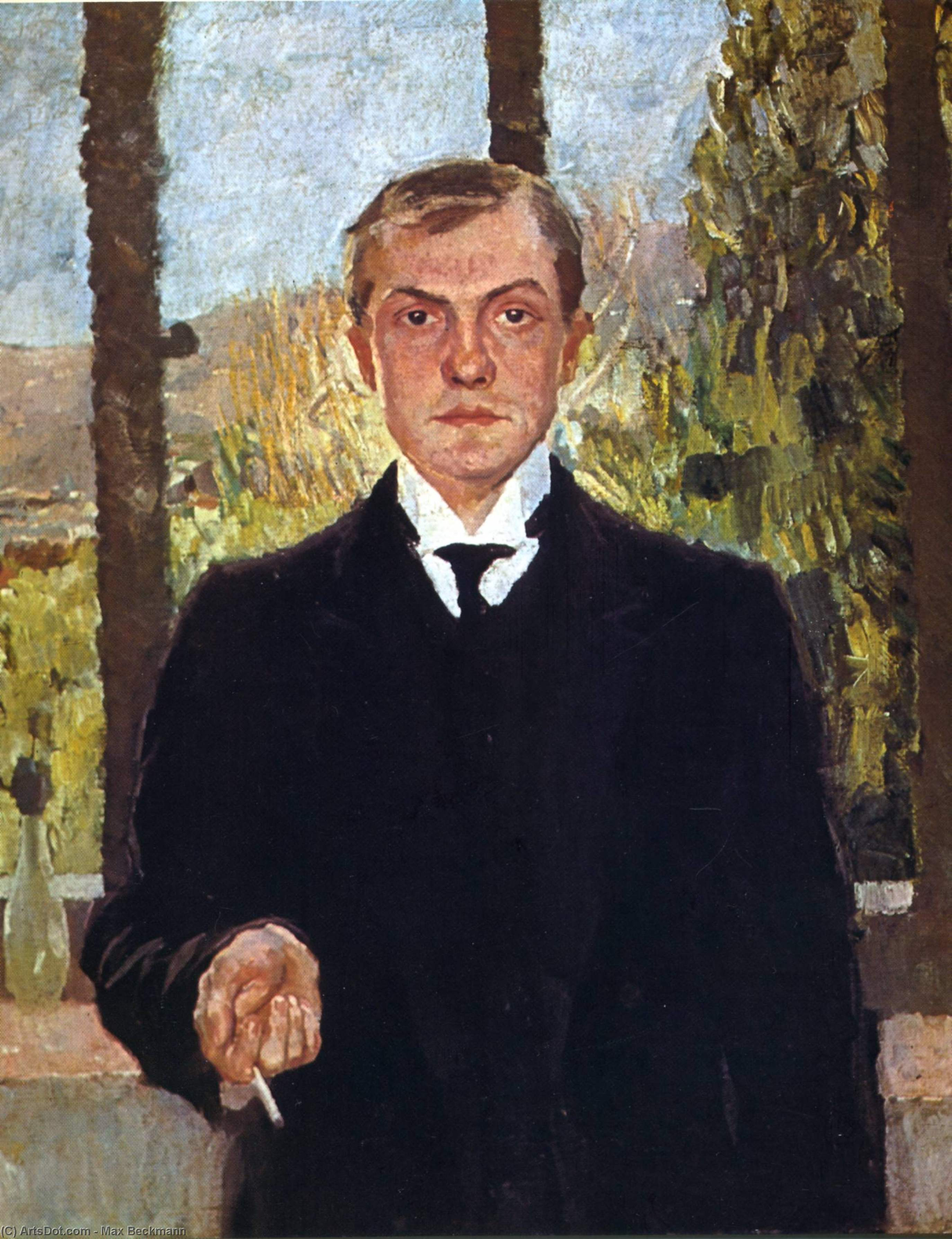
Max Beckmann: Selbstbildnis Florenz (1907), Hamburger Kunsthalle

Mitte Juni 1905 bestimmte der Deutsche Künstlerbund die ersten Preisträger, meistens Vertreter der Secessionen aus Wien, München und Berlin: Gustav Klimt, Thomas Theodor Heine, Fritz Erler, Georg Kolbe, Henry van de Velde, Ulrich Hübner und Kurt Tuch. Von ihnen konnten letztlich nur der Leipziger Kurt Tuch und die Berliner Georg Kolbe und Ulrich Hübner den Preis annehmen, die im Herbst 1905 als erste Stipendiaten in der Villa Romana eintrafen. Im folgenden Jahr residierten in der Villa u. a. der junge Max Beckmann – dessen berühmtes Selbstporträt im schwarzen Anzug mit Zigarette vor Florentiner Kulisse (heute in der Hamburger Kunsthalle) auf seinen Florentiner Aufenthalt zurückgeht – sowie die ersten Preisträgerinnen, Dora Hitz und Käthe Kollwitz.
Parallel zu ihrer künstlerischen Tätigkeit in den Ateliers mussten die ersten Gäste bei der Renovierung, Einrichtung und Verwaltung des Hauses mithelfen. Sie lebten unter der Führung des ersten vollamtlichen Leiters der Villa, dem Theologen und ehemaligen SPD-Politiker Theodor Wächter. Derweil kam aus Deutschland die finanzielle Unterstützung der ersten Förderer bzw. Mäzene der Institution: Eduard Arnhold (der auch die Villa Böcklin in Fiesole sowie Villa Massimo in Rom förderte), Adolf vom Rath und Erich Schulz-Schomburgk von der Deutschen Bank. Max Klinger kümmerte sich auch von Leipzig aus bis zu seinem Tode um die Weiterentwicklung seines liebsten Projektes.

### Während und nach den Kriegen

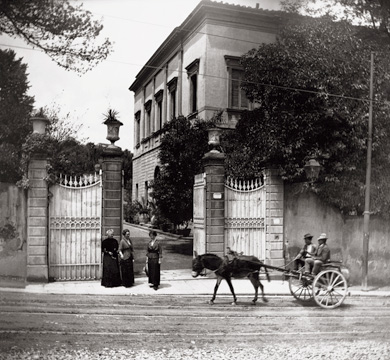
Malerin Maria Caspar-Filser mit Familienbesuch vor dem Portal der Villa Romana, 1914. Archiv Haus-Caspar-Filser, Brannenburg

Beim Ausbruch des Ersten Weltkriegs mussten die Stipendiaten in den Heeresdienst eintreten. Das Haus wurde vom damaligen Leiter Theodor Wächter dem italienischen Roten Kreuz übergeben und während des Krieges als Lazarett benutzt. Nach Kriegsende beschlagnahmte der italienische Staat das Anwesen als Feindeseigentum. Erst 1925 konnte der Villa Romana-Verein nach langem Bemühen (u. a. durch Eingabe bei Mussolini) wieder zum Eigentümer des Hauses werden.
Nach einer Pause von über zehn Jahren im künstlerischen Leben der Villa zog 1928 der niedersächsische Bildhauer Gerhard Sacks als Stipendiat in die Via Senese, gefolgt ein Jahr später vom Kölner Maler Joseph Fassbender, der zu einem der Hauptvertreter der rheinischen Kunstszene der Nachkriegszeit wurde.
Während des Nationalsozialismus litt der Villa-Romana-Verein unter dem Einfluss des Regimes: Dem Reichserziehungs- sowie dem Propagandaministerium mussten Sitze im Vorstand eingeräumt und alle Juden bzw. missliebigen Kunstfreunden aus dem Verein ausgeschlossen werden. 1935 wurde der damalige Leiter der Villa Curt Witte aufgrund der jüdischen Abstammung seiner Frau entlassen. Trotz der bedrohlichen Einwirkung des Nazismus auf die Verwaltung der Villa Romana gelang es, 1935 den Maler Hans Purrmann als neuen Leiter zu benennen. Dank der Unterstützung des damaligen Chefsyndikus der Deutschen Bank Hans-Alfons Simon wurde das Florentiner Künstlerhaus zu einem unangetasteten – wenngleich mehrfach bedrohten – Refugium bzw. „Zentrum der Halbemigration“ für deutsche Künstler. Purrmann selbst musste 1937 erfahren, dass eines seiner Bilder in der propagandistischen Schandausstellung „Entartete Kunst“ gezeigt wurde. Andere diffamierte deutsche Künstler – u. a. die 1936 nominierte Preisträgerin Emy Roeder – konnten in Florenz einen Zufluchtsort finden. Offiziell musste sich allerdings die Auswahl der Stipendiaten in den Jahren der Diktatur an den stilistischen Richtlinien des Regimes orientieren: So wurden kompromisslose Avantgardisten wie Florenz Robert Schabbon abgelehnt, zugunsten gemäßigter moderner Künstler wie der roh-archaisierende Toni Stadler 1937, Verfechter der NS-Ideologie.
Nach dem Waffenstillstand von Cassibile musste die deutsche Künstlerkolonie 1943 Florenz verlassen, 1945 wurde das Anwesen zum zweiten Mal vom italienischen Staat beschlagnahmt. Ab 1948 bemühten sich der ehemalige Leiter Purrmann sowie der damalige Bundespräsident Theodor Heuss um die Rückgabe des Künstlerhauses, die ein „interalliiertes Komitee“ im Sommer 1953 beschloss. Bereits 1949 war der Villa-Romana-Verein wieder ins Leben gerufen worden. 1958 traf der Bildhauer und Gestalter Kurt Hermann Rosenberg als neuer Hausleiter ein, dem 1964 der Kunstpädagoge und Marionettenspieler Harro Michael Siegel folgte.
Zwischen den 1960er und 1970er Jahren residierten in der Villa Romana Künstler, die zum erneuten Ansehen des Hauses beitrugen: Johannes Gecelli, Peter Brüning und Horst Antes; 1965 Georg Baselitz und fünf Jahre später Markus Lüpertz und Ben Willikens. Dieser lud Joachim Burmeister nach Florenz ein, der wenig später zum Leiter der Villa Romana für die nächsten 34 Jahre wurde.

### Von den 1970er Jahren bis 2006
Am 1. März 1972 begann Joachim Burmeister seine langjährige Tätigkeit, die das künstlerische Leben der Villa Romana bis 2006 prägte.
Am Anfang der 1970er Jahre wurde das Künstlerhaus mit großen Herausforderungen konfrontiert. Sein Status und seine Relevanz als prominenter Aufenthaltsort für junge talentierte deutsche Künstler waren ernstlich infrage gestellt. Um die Villa Romana für aktuelle künstlerische Diskurse und Ansätze zu öffnen, unternahm Burmeister eine Erneuerungspolitik unter dem programmatischen Motto: „Abbau von störendem Italienpathos zugunsten einer nüchternen Italiensicht“. Er wollte vermeiden, dass die Villa Romana zum Museum ihrer selbst erstarrt und ermöglichen, dass sie sich, wenngleich jenseits der großen Kunstzentren, als Knotenpunkt in internationalen Netzwerken etabliert.
Hierzu führte Burmeister Gastateliers in die Villa ein und versuchte, das Haus für das Publikum zu öffnen, u. a. durch die Einrichtung des „Salone Villa Romana“ in einem der historischen Säle der Villa, der von seiner ersten Ehefrau Katalyn Burmeister kuratiert wurde. Hier fanden zwischen 1979 und 2004 jährlich ungefähr fünf Ausstellungen von vornehmlich deutschen und italienischen Künstlern statt.
Darüber hinaus orientierte sich die Auswahl der Preisträger ab den 1970er Jahren bewusster an den zeitgenössischen Kunstentwicklungen. Davon zeugt die Teilnahme vieler ehemaliger Stipendiaten an der von Manfred Schneckenburger kuratierten documenta 6 im Jahr 1977: Dorothee von Windheim, Heinz-Günter Prager und Alf Schuler, Nikolaus Lang, Michael Buthe und Anna Oppermann.
Nach der gelungenen Erneuerung, die Burmeister in den 1970er für die Villa Romana schaffte, ebbte die institutionelle Positionierung in der internationalen Kunstszene während der folgenden Jahrzehnte doch wieder ab. Die Villa wurde schließlich zu einem „Arkadien der Moderne“ stilisiert. Deshalb war 2006, am Ende von Burmeisters Mandat ein neuer Schwung im künstlerischen Leben des Hauses nötig, für den die nachfolgende Leiterin Angelika Stepken sorgte. 2006/2007 wurde das Haus zunächst mit Mitteln der Deutschen Bundesregierung aufwändig saniert und restauriert.

### 2006 bis 2022
Die Kunstkuratorin und -Kritikerin Angelika Stepken – bis 2006 Leiterin des Badischen Kunstvereins in Karlsruhe – widmete sich intensiv einer Neuprofilierung der Villa Romana, indem sie von Anfang an das Haus und dessen Möglichkeiten „eher inhaltsbezogen und weniger atmosphärisch“ zu begreifen versuchte. Sie hat die Zusammenarbeit mit den Künstlern und die Kommunikation und Kooperation auf lokaler wie internationaler Ebene konsequent verstärkt, das Juryverfahren verschlankt, ein kuratiertes Ausstellungs- und Veranstaltungsprogramm konzipiert, neue Formate spartenübergreifender Wissensproduktion eingeführt und den Standort zum Gegenstand vielseitiger Befragungen historischer Narrative gemacht. Die verengte deutsch-italienische Perspektive wurde erweitert zu einem 360-Grad-Netzwerk: Gastkünstler werden vornehmlich aus der Mittelmeerregion eingeladen. Neben der Eröffnung eines zweiten, größeren Ausstellungsraums im Erdgeschoss der Villa wurde auch der 1, 5 Hektar große Garten als Denk- und Handlungsraum in einem langjährigen Prozess mit den Landschaftsarchitekten „atelier le balto“ neu interpretiert. Seit 2011 kann zudem ein 80 m² großer, temporärer Pavillon im Garten für Veranstaltungen genutzt werden. Der erste Entwurf stammte von dem jungen Florentiner Architekturbüro „Avatar“, im Herbst 2017 wurde ein neuer Pavillon des Florentiner Architekten Claudio Nardi eröffnet.
Darüber hinaus hat seit 2011 das unabhängige Online-Radio für zeitgenössische Kunst „Radio Papesse“ seinen Sitz in der Villa Romana und begleitet deren Programm mit Interviews, Live-Streaming und Gesprächsrunden.
Unter Stepkens Leitung wurden viele junge Künstler aus Deutschland mit dem Villa Romana-Preis ausgezeichnet, die sich dann in der internationalen Kunstszene der letzten Jahre erfolgreich etabliert haben: u. a. Clemens von Wedemeyer (Teilnehmer an der documenta 13), Henrik Olesen (Wolfgang-Hahn-Preisträger), Vincent Vulsma (Teilnehmer an der 6. Berlin-Biennale 2010), Petrit Halilaj und Yorgos Sapountzis (Teilnehmer an der 57. Venedig-Biennale 2017). Der Anteil der Künstlerinnen unter den Preisträgern hat sich signifikant verstärkt.
Im Zeitraum 22. November 2013 bis 9. März 2014 fand in der Kunst- und Ausstellungshalle der Bundesrepublik Deutschland in Bonn die Ausstellung Villa Romana 1905–2013. Das Künstlerhaus in Florenz. statt.
Ab Dezember 2022 übernahm Elena Agudio die Leitung der Villa Romana von Angelika Stepken.

### Garten

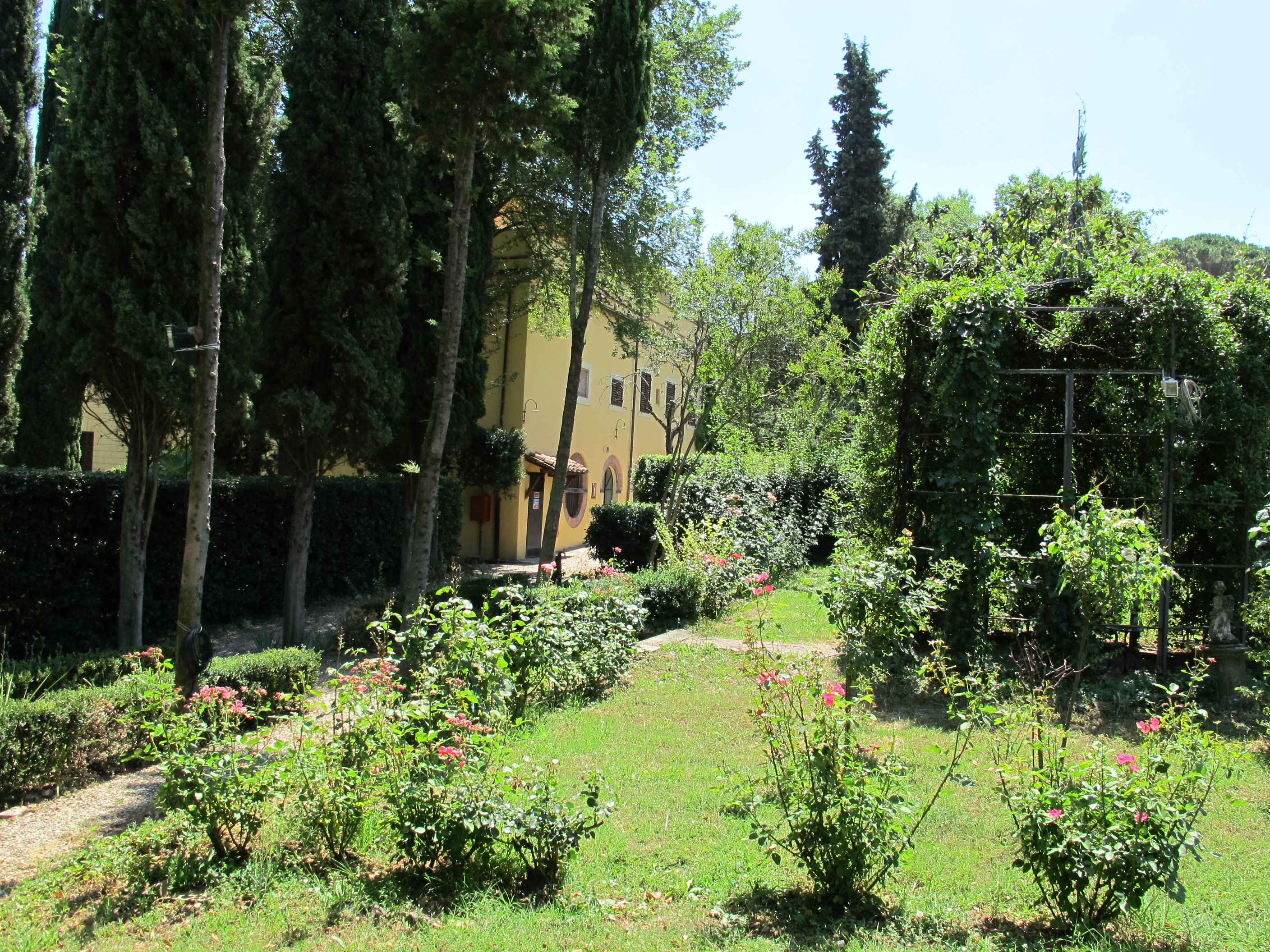
Garten (2012)

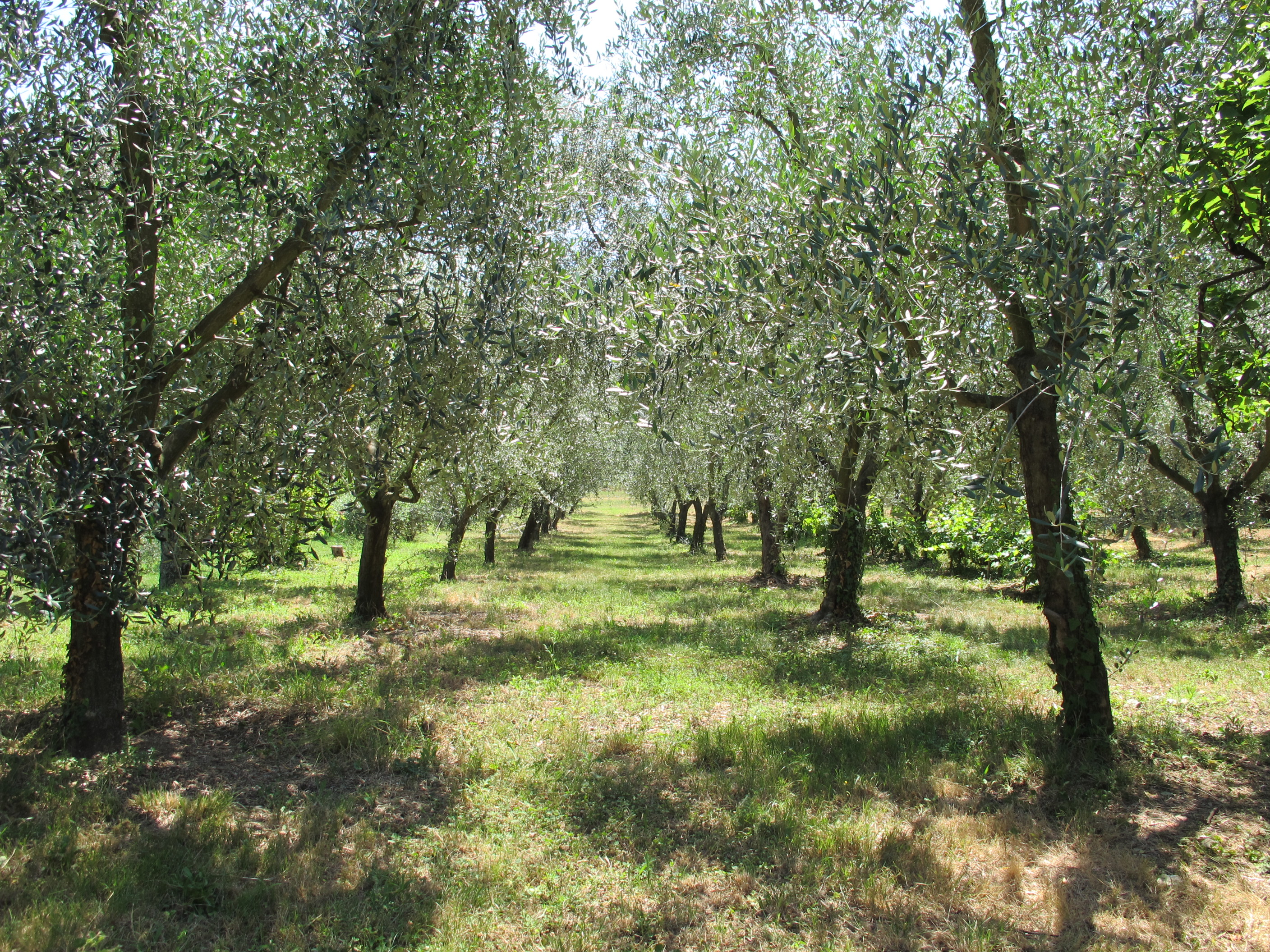
Olivenhain (2012)

Die Villa Romana ist von einem 1,5 Hektar großen Garten umgeben, aus verschiedenen Zonen bestehend: einer Wiese am Hang, einem Olivenhain, einem Obstgarten und einem historisierenden „toskanischen“ Garten mit Lorbeerhecken und Zypressen. Weitestgehend wurde der Garten zwischen den 1970er und den 1990er Jahren angelegt, bis er letztlich zu einem romantischen Dickicht zuwucherte. Daraufhin wurden 2008, unter der Leitung Stepkens, Künstler, Landschaftsarchitekten und Kunsthistoriker in die Villa Romana eingeladen, um neue Konzepte für die Bedeutung und die Zukunft des Gartens zu entwickeln. Davon ausgehend, übernahm das deutsch-französische Studio von Landschaftsarchitekten „atelier le balto“ über Jahre die Neuinterpretation des gesamten Areals: Die Lorbeerhecke wurde heruntergeschnitten, die Magnolie ausgeästet, der Bambuswald ausgedünnt, ein Raum hinter dem Gartensaal und eine Bambusplattform im wilden Lorbeerbaum angelegt. Die Olivenbäume wurden beschnitten, die Erde gepflügt, ein von Iris gesäumter Spazierpfad der Gartenmauer entlang frei gelegt und eine Terrasse gelichtet, um den Ausblick auf Florenz zu ermöglichen.
Seitdem wird „atelier le balto“ regelmäßig nach Florenz eingeladen, um den Stand des Gartens zu überprüfen und Räumlichkeiten, Sichtachsen und Blickbeziehungen zwischen den Bereichen innerhalb und außerhalb des Gartens immer wieder zu bearbeiten. Darüber hinaus wurde ihre praktische gärtnerische Tätigkeit im Rahmen der „Semaines de Jardin“ theoretisch ergänzt. Dabei wurden im September 2009 und 2010 internationale Masterstudenten sowie Baubotaniker, Philosophen, Architekten, Köche und Künstler in Seminaren, Übungen, öffentlichen Podiumsdiskussionen und künstlerischen Abendveranstaltungen zur konzeptionellen Weiterentwicklung des Gartens einbezogen.

## Der Villa Romana-Preis

### Preis
Der Villa-Romana-Preis wird seit der Gründung des Hauses 1905 jedes Jahr verliehen und gilt somit als der älteste deutsche Künstlerpreis. Herausragende, vorwiegend junge Künstler, die in Deutschland leben, werden damit ausgezeichnet und bekommen die Möglichkeit, sich während eines zehnmonatigen Aufenthalts in Florenz künstlerisch weiterzuentwickeln.
Den – in der Regel – vier jährlich ausgewählten Preisträgern stehen im Zeitraum vom 1. Februar bis 30. November ein Atelier und eine eingerichtete Wohnung in der Villa unentgeltlich zur Verfügung. Zudem erhalten sie während ihres Aufenthalts im Künstlerhaus ein monatliches Stipendium in Höhe von 2.000 €.
Als Juroren werden im jährlichen Wechsel renommierte Künstler und Kurator berufen. 2018 gehörten zur Jury der Ausstellungsmacher, Curator at Large der documenta 14 und Initiator des Projektraums SAVVY Contemporary Berlin Bonaventure Soh Bejeng Ndikung sowie der in Berlin tätige mehrfach mit Preisen ausgezeichnete Künstler Nasan Tur.
Im Laufe ihrer Anwesenheit in der Villa Romana können die Preisträger ihrerseits Künstler, Wissenschaftler und andere Dialogpartner für Kurzaufenthalte in der Villa vorschlagen.
Am Anfang ihres Florentiner Aufenthalts stellen alle Preisträger in den Räumlichkeiten der Villa aus; am Ende bereiten sie gemeinsam eine Publikation in Form eines Künstlerbuches vor, das in der Regel in Berlin öffentlich präsentiert wird.

### Preisträger

#### 1905 bis 1914
- 1905: Ulrich Hübner, Georg Kolbe, Richard Pietzsch, Kurt Tuch, Max Kurzweil
- 1906: Max Beckmann, Dora Hitz, Käthe Kollwitz, Hermann Schlittgen
- 1907: Martin Brandenburg, Georg Burmester, Fritz Mackensen
- 1908: Ernst Barlach, Richard Dreher, Wilhelm Groß, Heinrich Tscharmann
- 1909: Paul Baum, Willi Geiger, Adolf Schinnerer
- 1910: Karl Albiker, Otto Höger, Hans Meid
- 1911: Ludwig Cauer, Otto Höger, Fritz Rhein
- 1912: Theo von Brockhusen, Alexander Gerbig, Georg Greve-Lindau
- 1913: Karl Caspar, Moriz Melzer, Erich Stephani
- 1914: Otto Richard Bossert, Bernhard Hasler, Wilhelm Laage

#### 1928 bis 1943
- 1928: Gerhard Marcks
- 1929: Joseph Fassbender, Karl Schmidt-Rottluff
- 1930: Josef Henselmann
- 1931: Xaver Fuhr
- 1932: Hans Christof Drexel, Charles Crodel[12]
- 1933: Johannes Sass
- 1934: Otto Freytag
- 1935: Philipp Harth, Wilhelm Maly
- 1936: Emy Roeder, Arthur Degner
- 1937: Toni Stadler
- 1938: Helmut Ruhmer
- 1939: Fritz Bernuth
- 1940: Rudolf Riester
- 1941: Hans Breker, Karl Clobes, Walter Rössler
- 1942: Oskar Kreibich, Hubertus Nikolaus Lang, Karl Paul Egon Schiffers (Kreibich und Schiffers konnten nicht nach Florenz reisen)
- 1943: Wilhelm Hausmann, Kurt Lambert, Walter Wichmann

#### 1959 bis 1969
- 1959: Theo Bechteler, Peter Herkenrath, Carl-Heinz Kliemann, Toni Stadler
- 1960: Johannes Geccelli, Jochen Hiltmann, Guido Jendritzko, Harry Kögler
- 1961: Peter Brüning, Erwin Eichbaum, Wilhelm Hausmann, Wolfgang vom Schemm
- 1962: Horst Antes, Gerson Fehrenbach, Paran G’schrey, Hans Kock
- 1963: Friedrich Karl Gotsch, Günter Ferdinand Ris, Ursula Sax, Horst Skodlerrak
- 1964: Clemens Fischer, Winfred Gaul, Utz Kampmann, Rolf Szymanski
- 1965: Georg Baselitz, Franz Bucher, Rainer Küchenmeister, Ludwig Meidner
- 1966: Hans Baschang, Dietlinde Stengelin, Helmut Sundhaußen, Göta Tellesch
- 1967: Bernd Berner, Buja Bingemer, Horst Lerche, Michael Schwarze
- 1968: Franz Bernhard, Rolf-Gunter Dienst, Hildegart Lutze, Gatja Helgart Rothe, Simon Dittrich
- 1969: Heinrich Brummack, Bernd Damke, Wolf Kahlen, Joachim Schmettau

#### 1970 bis 1979
- 1970: Markus Lüpertz, Ansgar Nierhoff, Michael Schoenholtz, Ben Willikens
- 1971: Peter Ackermann, Hermann Albert, Christa Dichgans, Jürgen Paatz
- 1972: Klaus Fußmann, Edgar Gutbub, Max G. Kaminski, Hansjerg Maier-Aichen
- 1973: Hede Bühl, Nino Malfatti, Jobst Meyer, Hans Peter Reuter
- 1974: Kurt Koch, Christiane Maether, Heinz-Günter Prager, Arthur Stoll
- 1975: Claudia Kinast, Bernd Klötzer, Alf Schuler, Dorothee von Windheim
- 1976: Michael Bette, Michael Buthe, Nikolaus Lang, Bertram Weigel
- 1977: Jakob Mattner, Anna Oppermann, Heinz Schanz, Gottfried Wiegand
- 1978: Abraham David Christian, Elena Engel, Christiane Möbus, Walter Stöhrer
- 1979: Johannes Brus, Friedemann Hahn, Inge Höher, Mechtild Nemeczek

#### 1980 bis 1989
- 1980: Fritz Gilow, Rainer Mang, Reinhard Pods, Gerd Rohling
- 1981: Frank Dornseif, Bruno Erdmann, Dieter Kraemer, Günter Tuzina
- 1982: Gundi Bindernagel, Karl Bohrmann, Marina Makowski, Eva-Maria Schön
- 1983: Martin Rosz, Norbert Tadeusz, Nicole Van den Plas, Michael Witlatschil
- 1984: Rolf Behm, Doris Hadersdorfer, Georg Meissner, Marianne Pohl
- 1985: Cordula Güdemann, Paul Herberg, Sabine Krasel, Wilhelm Weiner
- 1986: Andreas Bindl, Dietz Eilbacher, Andreas Grunert, Max Neumann,
- 1987: Lisa Hoever, Bernd Minnich, Thomas Virnich, Jochen Zellmann, Karl-Heinz Krause
- 1988: Nikifor Brückner, Gabriela Dauerer, Walter Kütz, Klaus Schmetz
- 1989: Jörg Eberhard, Bernd Jünger, Gisela Kleinlein, Berthold Langnickel

#### 1990 bis 1999
- 1990: Albert Borchardt, Galli, Hermann Josef Mispelbaum, Norbert Radermacher
- 1991: Vera Leutloff, Eberhard Wagner (Maler), Barbara Wille, Carl Emanuel Wolff
- 1992: Sybille Berke, Katharina Grosse, Klaus Gärtner, Bernd Mechler
- 1993: Andreas Bee, Jochem Hendricks, Marko Lehanka, Hans-Willi Notthoff
- 1994: Herbert Bardenheuer, Karin Sander, Michel Sauer, Martin Steiner
- 1995: Isa Dahl, Wolfgang Hambrecht, Andreas Sansoni, Jörg Spamer
- 1996: Irene Blume, Christiane Dellbrügge und Ralf de Moll, Maik und Dirk Löbbert, Michael Munding
- 1997: Franz Baumgartner, Martin Schmidt, Walter Schreiner, Barbara von Wienskowski
- 1998: Brunner/Ritz, Tobias Gerber, Peter Herrmann, Andreas Schön
- 1999: Heiner Blumenthal, Andreas Bunte, Daniel Knorr, Gregor Schneider, Vincent Tavene

#### 2000 bis 2009
- 2000: Thomas Eller, Michael Kutzner, Simon Vogel, Amelie von Wulffen
- 2001: Simone Böhm, Dorothea Goldschmidt, Stephan Gripp, Dieter Vieg
- 2002: Barbara Heim, Hannes Norberg, Daniela Trixl, Christina Zück
- 2003: Sven-Ole Frahm, Gelke Gaycken, Norbert Küpper, Markus Vater, Christian Frosch
- 2004: Ralf Brück, Monika Kapfer, Christian Schwarzwald, Jörg Wagner
- 2005: Robert Klümpen, Alexander Laner, Ulla Irina Rossek, Constantin Wallhäuser
- 2006: Andrea Hanak, Simon Dybbroe Møller, Anna Kerstin Otto, Stefan Thater[13]
- 2007: Andrea Faciu, Barbara Kussinger, Silke Markefka, Michail Pirgelis[13]
- 2008: Dani Gal, Julia Schmidt, Asli Sungu, Clemens von Wedemeyer[14]
- 2009: Olivier Foulon, Kalin Lindena, Eske Schlüters, Benjamin Yavuzsoy[15]

#### 2010 bis 2019
- 2010: Anna Heidenhain, Sebastian Dacey, Anna Möller, Martin Pfeifle[16]
- 2011: Nora Schultz, Rebecca Ann Tess, Vincent Vulsma, Thomas Kilpper, Henrik Olesen
- 2012: Nine Budde, Wolfgang Breuer, Sophie Reinhold, Yorgos Sapountzis[17]
- 2013: Shannon Bool, Heide Hinrichs, Daniel Maier-Reimer, Mariechen Danz[18]
- 2014: Ei Arakawa, Natalie Czech, Loretta Fahrenholz, Petrit Halilaj, Sergei Tcherepnin, Alvaro Urbano[19]
- 2015: Alisa Margolis, Johannes Paul Raether, Judith Raum, Anike Joyce Sadiq[20]
- 2016: Flaka Haliti, Stefan Vogel, Nico Joana Weber, Jonas Weichsel[21]
- 2017: Andrea Bellu, Matei Bellu, Carina Brandes, Kasia Fudakowski, Stefan Pente, Farkhondeh Shahroudi
- 2018: Jeewi Lee, Christophe Ndabananiye, Lerato Shadi, Viron Erol Vert
- 2019: KAYA, Marcela Moraga, Christian Naujoks, Rajkamal Kahlon

#### Seit 2020
- 2020: Özlem Altin, Lydia Hamann und Kaj Osteroth, Alice Peragine, Amelia Umuhire
- 2021: Pauline Curnier Jardin, Lene Markusen, Musa Michelle Mattiuzzi, Giuseppe Stampone
- 2022: Haure Madjid, Jasmina Metwaly, Neda Saeedi, Alexander Skorobogatov
- 2023: Samuel Kortey Baah, Diana Ejaita, Jessica Ekomane, Pınar Öğrenci

## Kunstprogramm
Die Villa Romana versteht sich nicht nur als Künstlerhaus, sondern auch als Ort der zeitgenössischen Kunstproduktion und des internationalen Austausches. Parallel zur jährlichen Unterkunft der Villa Romana-Preisträger findet im Haus ein umfangreiches Programm an Ausstellungen und öffentlichen Veranstaltungen statt.

### Ausstellungen
Zu Beginn ihres Stipendiums sind die jeweiligen Villa Romana-Preisträger jedes Jahr eingeladen, ausgewählte Werke gemeinsam zu präsentieren. Darüber hinaus finden in den historischen Sälen im Erdgeschoss der Villa Ausstellungen lokaler und internationaler Künstler statt. Im Mittelpunkt stehen dabei sowohl die zeitgenössische Kunstproduktion als auch die Reflexion jüngerer und älterer Kunstgeschichtsschreibung aus Florentiner Perspektive. Beispiele im Jahr 2017: die Ausstellung über Giuseppe Chiari mit Werken aus der Sammlung Block und die Schau zur 1980 in Florenz stattgefundenen Kunstveranstaltung „Umanesimo, Disumanesimo 1890/1980“ mit Archivmaterial der Kuratorin Lara-Vinca Masini.
Außerdem werden zahlreiche Ausstellungen auch außerhalb des Hauses eingerichtet, 2015 beispielsweise in der Botschaft der Italienischen Republik in Berlin oder 2014 in der Kunst- und Ausstellungshalle der Bundesrepublik Deutschland in Bonn.

### Open Studios
Bei Beginn ihrer Tätigkeit in der Villa Romana hat Angelika Stepken eine öffentliche Veranstaltung in das Programm des Hauses eingeführt, die mittlerweile zu einer der beliebtesten und meistbesuchten geworden ist: Jedes Jahr am ersten Samstag im September finden die „Open Studios“ statt. Dabei öffnen die Villa Romana-Preisträger ihre Ateliers und zeigen ihre aktuellen Arbeiten und Recherchen. Zudem werden gemeinsam internationale Künstler und Musikerinnen eingeladen, die Räume und den Garten der Villa mit Kunstinstallationen, Videos, Performances und Konzerten zu bespielen.

### Mittelmeer-Dialoge
Einen besonderen Schwerpunkt legt die Villa Romana seit 2007 auf den Dialog mit der Mittelmeerregion. Gastkünstler aus u. a. Marokko, Algerien, Ägypten, Libanon, Palästina, Syrien, Kosovo und Albanien werden zu Kurzaufenthalten ins Haus eingeladen, um an Ausstellungen, Symposien und Veranstaltungen teilzunehmen. Im Laufe der Jahre konnte dadurch ein vitales Netzwerk an Kollaborationen, Kenntnissen und Freundschaften mit den Villa Romana-Preisträger sowie dem italienischen Kunstpublikum entstehen.
Die Mittelmeer-Dialoge sollen den Blick auf den Süden über die italienischen Grenzen hinaus erweitern und die Mittelmeerländer als dynamische Akteure im wechselseitigen Austausch über aktuelle künstlerische Praktiken und Produktionsbedingungen zu berücksichtigen. Dabei verfolgt die Villa Romana dekoloniale Perspektiven und schafft, die Narrative der europäischen Neuzeit in einer Stadt wie Florenz durch neue Formate der Wissensproduktion zu verhandeln.
Im Jahr 2017 haben beispielsweise die Gastkünstler Bassel Al Saadi (Damaskus) und Faton Mazreku (Malishevë, Kosovo) sowie das Team von Fehras Publishing Practices (Damaskus/Berlin) zu den Mittelmeer-Dialogen beigetragen.

### music@villa
Seit 2010 spielt auch die zeitgenössische Musikproduktion eine wichtige Rolle im Programm der Villa Romana: Ein- bis zweimal im Jahr kuratieren die italienischen Musiker Francesco Dillon und Emanuele Torquati die Konzertreihe „music@villa“. Dabei bilden sich immer neue Kollaborationen auf internationaler Ebene, an der Schwelle zwischen zeitgenössischer Avantgarde und elektronischen Medien.

### Andere Veranstaltungen
Zahlreiche Workshops und Performances, Künstlergespräche und Podiumsdiskussionen, Vorträge und Symposien, Konzerte und Filmprogramme in Zusammenarbeit mit lokalen und internationalen Gästen ergänzen das vielfältige Programm der Villa Romana. Dadurch setzt sich das Künstlerhaus mit den neuen Kunst- und Aktualitätsdebatten aktiv auseinander und erweist sich als lebendiger Ort der zeitgenössischen Kunstproduktion und des internationalen Austausches.

## Träger und Förderer
1906 vom Deutschen Künstlerbund gegründet, dient seither der eingetragene Verein Villa Romana e. V. als Träger der Institution und Stifter des Villa Romana-Preises.
Der Verein finanziert sich überwiegend aus Spenden privater Förderer, wie Unternehmen, Stiftungen und Privaten. Die langjährigen Hauptförderer der Villa Romana sind die Deutsche Bank Stiftung und die Beauftragte der Bundesregierung für Kultur und Medien. Außerdem unterstützen zurzeit folgende Förderer die Arbeit der Villa Romana mit Spenden: Daimler AG, Deutsche Bank AG, Dr. Egon und Hildegard Diener-Stiftung, Arend Oetker, Brigitte Oetker.

## Publikationen
- Ilaria Gadenz, Angelika Stepken (Hrsg.): Maria Gloria Bicocchi, Giancarlo Cardini, Alvin Curran, Gian Piero Frassinelli, Daniele Lombardi, Paolo Masi, Lara Vinca Masini, Gianni Pettena, Renato Ranaldi parlano di/sprechen über Giuseppe Chiari. VfmK Verlag für moderne Kunst, Wien 2017.
- Kenan Darwich, Omar Nicolas, Sami Rustom (Hrsg.): When the Library was Stolen. On the Private Archive of Abd Al-Rahman Munif. Fehras Publishing Practices, Berlin 2017.
- Angelika Stepken, Troelenberg Eva-Maria, Danz Mariechen (Hrsg.): Unmapping the Renaissance. Ein gemeinsames Projekt der Villa Romana, Florenz, und der Max-Planck-Forschungsgruppe „Objects in the Contact Zone“ am Kunsthistorischen Institut in Florenz – Max-Planck-Institut. Verlag für moderne Kunst, Wien 2015.
- Villa Romana e. V. (Hrsg.): Renato Ranaldi. Timparmonico, 1971; Teoria, 1976, Mancamenti, 1978. argobooks, Berlin 2014
- Juan Pablo Macías (Hrsg.): José Otiticica. The Anarchist Doctrine Accessible to All. Livorno 2014.
- Kunst- und Ausstellungshalle der Bundesrepublik Deutschland GmbH, Bonn (Hrsg.): Villa Romana. Gegenwart eines Künstlerhauses. Druckverlag Kettler, Bönen 2013.
- Villa Romana, Florenz, Gagliardi Art System, Turin: Mario Rizzi. The Waiting. argobooks, Berlin 2013.
- Villa Romana e. V. (Hrsg.): Ketty La Rocca. Supplica per un’appendice. Texte 1962–1976. Archive Books, Berlin 2012.
- Villa Romana e. V. (Hrsg.): Gianfranco Baruchello. Esercizi/Übungen. Archive Books, Berlin 2012.
- Villa Romana e. V. (Hrsg.): Edition der Villa Romana-Preisträger 2011. Thomas Kilpper, Henrik Olesen, Nora Schultz, Rebecca Ann Tess, Vincent Vulsma. argobooks, Berlin 2012.
- Vincenzo Latronico (Hrsg.): Gegenmittel bei Abwesenheit von Reiner Ruthenbeck. Archive Books, Berlin 2011.
- Villa Romana e. V. (Hrsg.): Filippo Manzini. Carlo Cambi Editore, Poggibonsi (SI) 2010.